# Satora
Satora – imię żeńskie pochodzenia łacińskiego, które powstało od słowa oznaczającego "kultywować, rozpowszechniać". Żeński odpowiednik imienia Sator. Patronem tego imienia jest św. Sator, zm. w Puglii z licznymi braćmi, m.in. śwśw. Witalisem i Repozytem.
Satora imieniny obchodzi 1 września.